# Чофу
Чофу (јап. 調布市) град је у Јапану у префектури Токио. Према попису становништва из 2005. у граду је живело 216.146 становника.

## Становништво
Према подацима са пописа, у граду је 2005. године живело 216.146 становника.
| 1995.   | 2000.   | 2005.   |
| ------- | ------- | ------- |
| 198.574 | 204.759 | 216.146 |

## Спорт
Чофу има фудбалски клуб ФК Токио.